# سودرهوفت
سودرهوفت (به آلمانی: Süderhöft) یک شهر در آلمان است که در نوردفرایسلند واقع شده‌است. سودرهوفت ۱۹ نفر جمعیت دارد.